# Orion Application Server
Az Orion Application Server (Orion alkalmazásszerver) egy Java EE alkalmazásszerver, melyet a svéd IronFlare AB cég fejlesztett ki (alapítói Magnus Stenman és Karl Avedal voltak). Az első kiadásra 1999-ben került sor. Az Orion-t úgy hirdették, mint az első kereskedelemben is elérhető alkalmazásszerver teljes Java EE támogatással. A jelenlegi stabil verzió a 2.0.7-es, amely megfelel a Java EE szabvány 1.3-as verziójának.
Az Oracle Corporation 2001-ben megvásárolta a licencet az Orion forráskódjára, és kiadta Oracle Application Server Containers for Java EE (OC4J) néven. Az OC4J és a dokumentáció egy része tartalmaz hivatkozásokat az Orion szerverre. Az Orion fejlesztőit bevonták a forráskód az Oracle részére történő karbantartásába és bővítésébe.
IronFlare 2003-ban lett a hivatalos Java EE licenc kiadója, ezáltal jogosulttá váltak, hogy elérjék a Sun Microsystems kompatibilitási teszt eszközeit, melyek révén az Orion megbizonyosodhatott arról, hogy korrekt módon valósították-e meg a Java EE specifikációt.
Az Orion az egyetlen terméke az IronFlare-nek, így legtöbbször az Orion jelenti piacon magát a céget is.

## Verziótörténet
- 1.5.4, 2002. február
- 1.6.0, 2002. július
- 2.0, 2003. március[4]
- 2.0.1, 2003. április
- 2.0.2, 2003. június
- 2.0.3, 2004. május
- 2.0.4, 2004. november
- 2.0.5, 2004. november
- 2.0.6, 2005. február
- 2.0.7, 2006. március (stabil kiadás)[8]
- 2.0.8 (kísérleti build)

## Fordítás
Ez a szócikk részben vagy egészben  az   Orion Application Server című angol Wikipédia-szócikk ezen változatának fordításán alapul.  Az eredeti cikk szerkesztőit annak laptörténete sorolja fel. Ez a jelzés csupán a megfogalmazás eredetét és a szerzői jogokat jelzi, nem szolgál a cikkben szereplő információk forrásmegjelöléseként.